# Thierry Lang
Pour les articles homonymes, voir Lang.
Thierry Lang, né 16 décembre 1956 à Romont, est un compositeur et pianiste de jazz suisse. Il habite à Ollon, dans le canton de Vaud.

## Biographie
Il enseigne le piano au Conservatoire de Montreux en Suisse. Il a enregistré plusieurs disques de jazz entre autres pour la firme Blue Note Records.

## Musique de film
- 2012 : Ma nouvelle Héloïse de Francis Reusser

## Distinctions
Thierry Lang reçoit en 2004 le Grand prix de la Fondation vaudoise pour la culture et le titre de chevalier des arts et des lettres en 2008.